# QI (Fernsehsendung)
QI (Quite Interesting) ist eine britische humoristische Quizsendung der BBC. Sie wurde erstmals am 11. September 2003 ausgestrahlt. Die Panel-Show wurde von John Lloyd erfunden, der auch Produzent der ersten fünf Staffeln war. Moderator war bis 2016 Stephen Fry; ab Staffel „N“ übernahm Sandi Toksvig die Rolle der Moderatorin.

## Konzept
Frys und Toksvigs Ziel ist die Vermittlung interessanter, oft überraschender Fakten sowie die Aufklärung verbreiteter Irrtümer, während die „Kandidaten“ eher an komischen Effekten interessiert sind. Neben dem Dauergast Alan Davies gibt es immer drei weitere Gäste, in aller Regel britische Komiker wie David Mitchell, Jimmy Carr, Phill Jupitus, Sandi Toksvig (bevor sie Fry als Moderatorin ablöste) und viele weitere. 
Die Gäste bekommen Punkte für richtige oder aber auch interessante Antworten; Punktabzüge gibt es, wenn die Antwort zu offensichtlich war. Die Punktevergabe ist jedoch gelegentlich recht willkürlich; es gab auch Sendungen, in denen das Studiopublikum gewann.
Die Staffeln sind nicht durchnummeriert, sondern mit fortlaufenden Buchstaben (A bis N für Staffel 2016/17) bezeichnet. Diese liefern den Anfangsbuchstaben für den Themenbereich der jeweiligen Sendung. Falls es zu einem bestimmten Thema bekannte Experten gibt, die zudem Humor bewiesen haben, werden diese gelegentlich als Rategäste eingeladen. Beispiele sind der Arzt und Journalist Ben Goldacre, der Physiker Brian Cox und in der Sendung „Hocus Pocus“ der Harry-Potter-Schauspieler Daniel Radcliffe.

## Auszeichnungen
Stephen Fry gewann für seine Rolle als QI-Gastgeber 2006 die Goldene Rose als bester Gastgeber einer Spielshow. Im Jahr 2008 wurde QI bei den British Comedy Awards zur besten Panelshow gekürt. Im Januar 2013 gewann QI einen National Television Award.